# Verdadera relación de la conquista del Perú
Verdadera relación de la conquista del Perú (Wahrhaftiger Bericht über die Eroberung Perus) ist ein Werk von Francisco de Xerez (geb. 1504 in Sevilla; gest. 1555 in Lima), dem Schreiber des Konquistadors Francisco Pizarro.

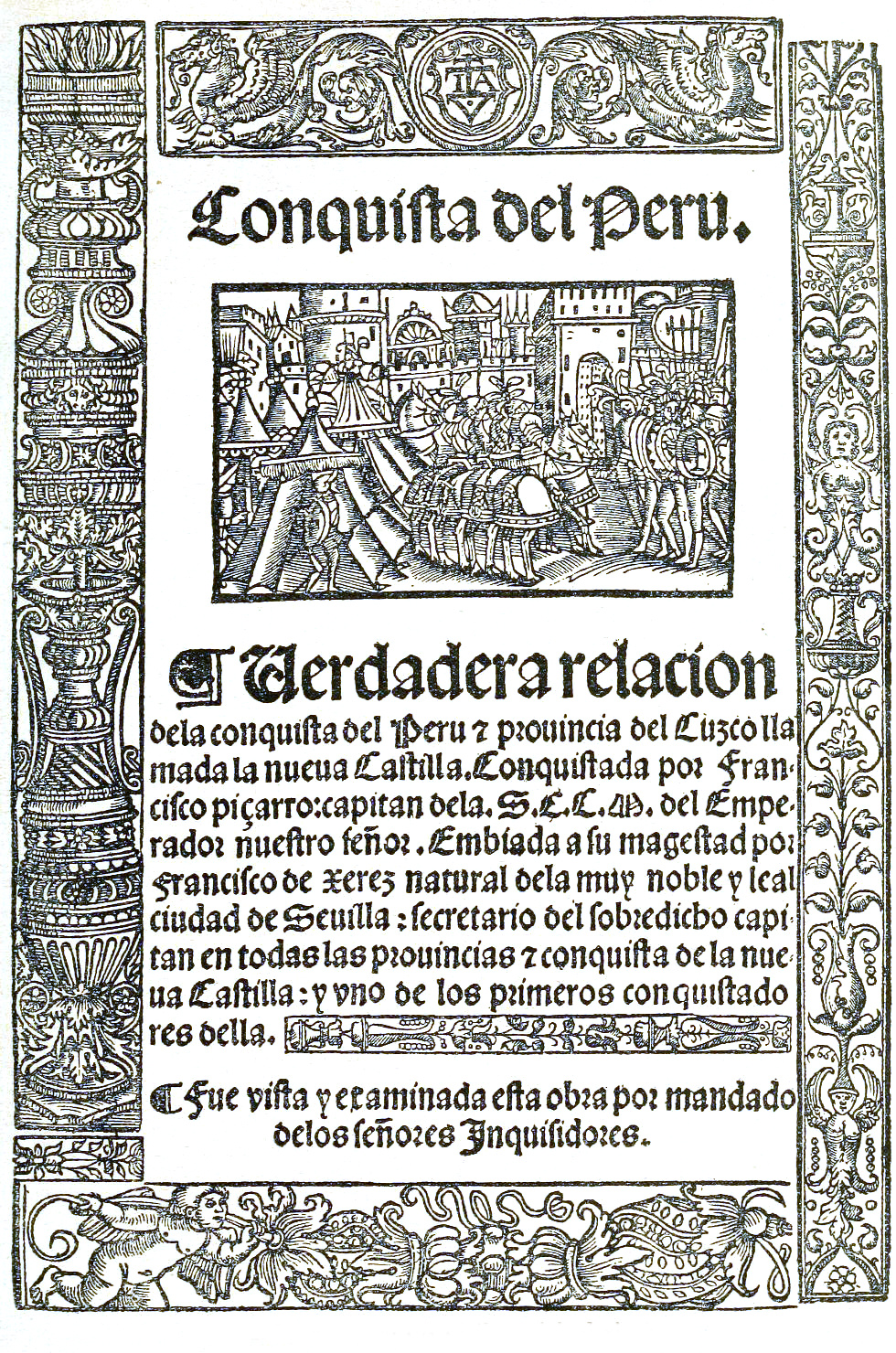

## Zum Werk
Der Verfasser war Augenzeuge der Gefangennahme Atahualpas, des Herrschers des Inkareiches, in der Schlacht von Cajamarca, einem entscheidenden Schritt bei der spanischen Eroberung Perus. Er kehrte bald darauf nach Spanien zurück. Das Buch erschien 1534 in Sevilla und wurde bald ins Italienische und dann in andere Sprachen übersetzt. Es hat viel dazu beigetragen, den Mythos vom sagenhaften Reichtum der Inkas zu verbreiten. Eine deutsche Übersetzung Nebst Ergänzung aus Augustins de Zarate und Garcilasso’s de la Vega Berichten stammt von Philipp H. Külb (1843). Eine moderne Ausgabe erschien in der spanischen Buchreihe Crónicas de América.